# Popis hrvatskih veleposlanika u Omanu
Republika Hrvatska i Sultanat Oman održavaju diplomatske odnose od 30. lipnja 1997. Sjedište veleposlanstva je u Dohi.

## Veleposlanici
Hrvatska nema rezidentno veleposlanstvo u Omanu. Veleposlanstvo Republike Hrvatske u Državi Katar nerezidentno pokriva Oman.
| Veleposlanik     | Postavljenje        | Opoziv              | Sjedište |
| ---------------- | ------------------- | ------------------- | -------- |
| Drago Štambuk    | 15. lipnja 1999.    | 31. listopada 2000. | Kairo    |
| Ivica Tomić      | 21. prosinca 2001.  | 14. studenoga 2005. | Kairo    |
| Dražen Margeta   | 16. ožujka 2006.    | 31. prosinca 2010.  | Kairo    |
| Darko Javorski   | 26. listopada 2011. | 31. prosinca 2012.  | Kairo    |
| Tomislav Bošnjak | 5. veljače 2013.    | 12. kolovoza 2017.  | Doha     |
| Drago Lovrić     | 15. veljače 2018.   |                     | Doha     |

## Vanjske poveznice
- Oman na stranici MVEP-a